# Oger
Oger era un comune francese di 588 abitanti situato nel dipartimento della Marna nella regione del Grand Est. Il 1° gennaio 2018 si è unito a Gionges, Vertus e Voipreux per formare il nuovo comune di Blancs-Coteaux.

## Società

### Evoluzione demografica
Abitanti censiti